# Val Grande (Carnia)
La Val Grande e' una valle alpina minore della Carnia centro-settentrionale (Friuli-Venezia Giulia - provincia di Udine), al di sotto della catena carnica principale, continuazione verso nord della Valle del But. Parte da Paluzza, alla convergenza della Valcalda, della Val Pontaiba e della Valle del But, raggiungendo il confine tra l'Austria e l'Italia nel Passo di Monte Croce Carnico, passando per il borgo di Timau. È attraversata dalla Strada statale 52 Carnica bis.